# LVT-5
LVTP-5 (LVT — Landing Vehicle, Tracked, Personnel 5) — сімейство амфібійних гусеничних транспортних, десантно-висадочних засобів американського виробництва. Амфібійний гусеничний транспорт активно використовувався Корпусом морської піхоти США з 1956 року та наразі використовується морською піхотою Філіппін. Загалом було виготовлено 1 124 одиниці базової комплектації та низка спеціалізованих варіантів. Більшість з цих машин брала участь у бойових діях у війні у В'єтнамі.

## Історія
Гусеничний транспортер LVTP5 став подальшим розвитком низки десантно-висадочних засобів, що перебували на озброєнні морської піхоти США, від LVT-1 до LVT-4 з гусеничних десантних машин часів Другої світової війни, але була значно більшою і могла перевозити 30-34 морських піхотинці в повній бойовій викладці. Менша конструкція на базі БТР M59 також випускалася як LVT-6, але була створена лише кілька штук.
Цей варіант транспортного засобу мав перевернутий V-подібний ніс, що забезпечувало більш ефективний рух на воді, й на відміну від попередніх моделей LVT, його гусениці були розміщені низько в корпусі з внутрішнім зворотним каналом, а не по конструкції гусениці, що обертається по колу, як у попередників. Доступ для посадки піхоти здійснювався через носову рампу, а відсік для екіпажу та пасажирів знаходився в передній частині транспортера, моторне відділення — ззаду. Над пасажирським салоном були один великий і два менших люки, ще два малих люки забезпечували доступ до двигуна. Гусениці транспортних засобів були виготовлені з перевернутими ґрунтозацепами, які рухали LVTP5 у воді, а також служили центральними напрямними зубами.
Кулеметна башточка встановлювали в передній частині автомобіля між водієм і командиром. Для руху у воді вага LVTP5 зменшувалася до 37 100 кг, і тоді він міг перевозити лише 25 пасажирів. Дорожній просвіт по центру автомобіля становив 46 см, який звужується до гусениць.
З 1970-х років LVTP-5 був поступово замінений в експлуатації сімейством LVT-7.
Найпоширенішими різновидами LVTP5 були бронетранспортер, БТР з мінним тралом, командно-штабна машина, БРЕМ та бронетранспортер вогневої підтримки, на якому монтувалася 105-мм гаубиця. Зенітний варіант був розроблений як прототип, але так і не надійшов на озброєння.
Станом на середину 2010-х років єдиним користувачем LVTH-6 залишалися Філіппіни, які використовували 4 з них для морської піхоти.

## Модифікації
- LVTP-5: базова модифікація, бронетранспортер
- LVTC-5: командно-штабна машина
- LVTH-6: самохідна гаубиця. 210 екземплярів
- LVTR-1: БРЕМ. 65 од.
- LVTE-1: інженерна машина розгородження. 41 од.
- LVTAA-X1: зенітна самохідна установка з баштою від M42 Duster. 1 прототип

## Країни-експлуатанти

### Поточні
- Корпус морської піхоти Філіппін — щонайменше 4 од. (на 2016 рік)
- Корпус морської піхоти Республіки Китай

### Колишні
- Корпус морської піхоти США
- Збройні сили Чилі
- Збройні сили Південного В'єтнаму